# Zoológico Taronga

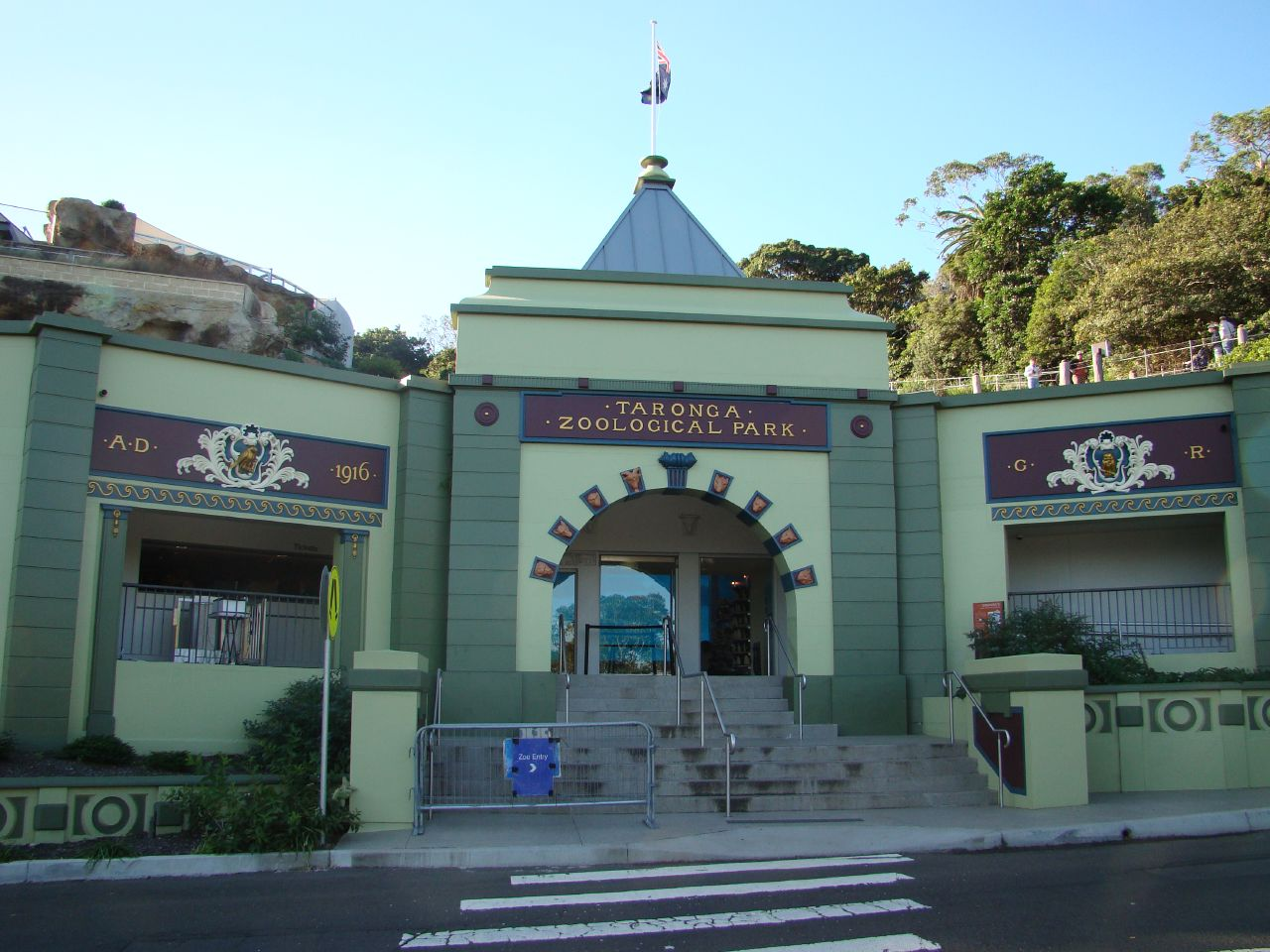
Entrada inferior del Zoológico Taronga en Sídney, Australia.

El Zoológico Taronga  es el zoológico de la ciudad de Sídney, Nueva Gales del Sur, Australia; el mismo se encuentra ubicado sobre la orilla de la bahía de Sídney en el suburbio de Mosman. Fue inaugurado en octubre de 1916. 
El zoológico se encuentra dividido en ocho regiones zoogeográficas, cubriendo una superficie de 21 ha. En el mismo viven más de 4,000 animales de 340 especies. Tiene una tienda, una cafetería y un centro de informaciones.

## Historia

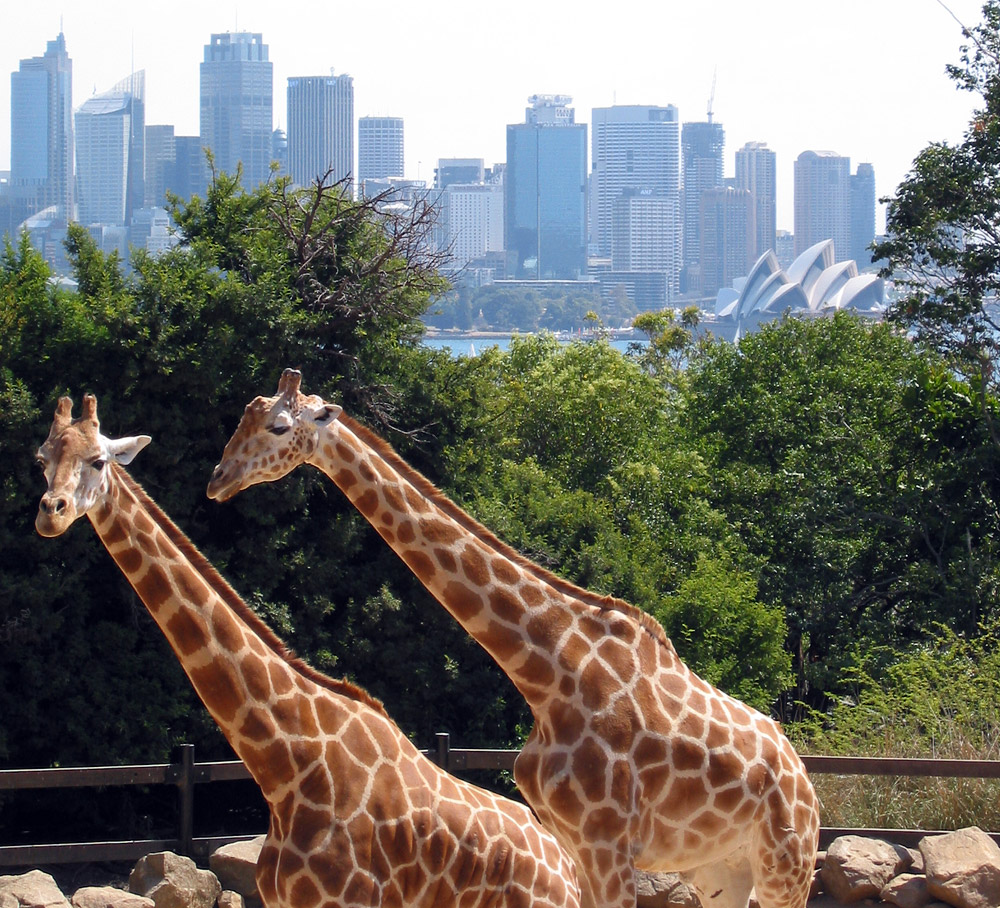
Jirafas frente al paisaje urbano de Sídney.

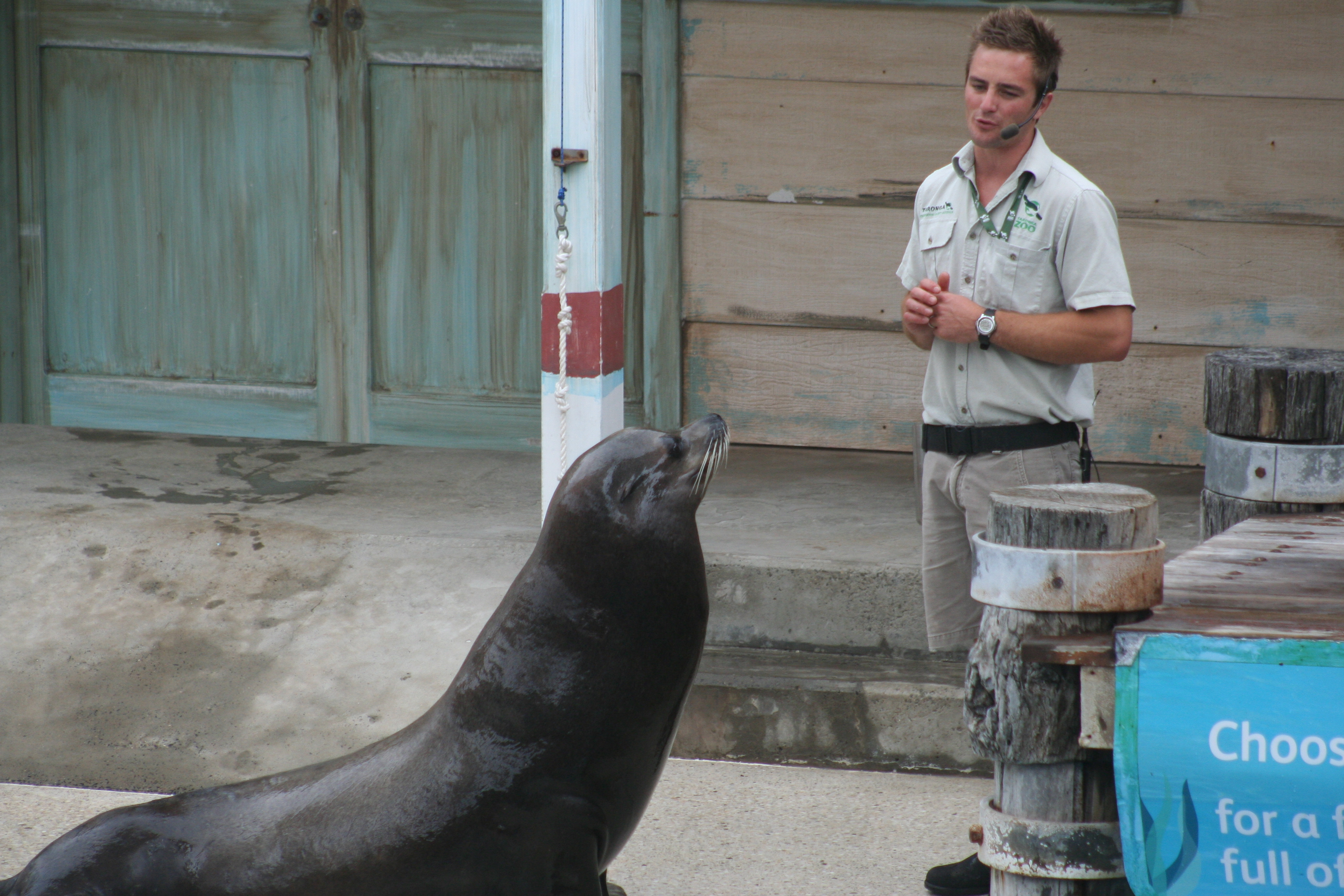
Las focas entrenadas dan un gran show a los visitantes del Taronga.

La Royal Zoological Society de Nueva Gales del Sur inauguró el primer zoológico público en Nueva Gales del Sur en 1884 en Billy Goat Swamp en el Moore Park. En 1908 Albert Sherbourne Le Souef el secretario del zoológico, inspirado en una visita al zoológico de Hamburgo, comenzó a imaginarse un nuevo zoológico basado en el concepto de un zoológico sin jaulas. Luego de darse cuenta de que el Parque Moore Park era muy pequeño, por ello el gobierno de Nueva Gales del Sur le asignó al proyecto un trozo de 43 acres en la orilla norte de la bahía de Sídney. Y en 1916 se le agregaron 9 acres más.
Taronga es una palabra aborigen que significa vista hermosa.